# Fortunato Arena
Fortunato Arena (* 23. Mai 1922 in Catanzaro; † 7. März 1994 in Rom) war ein italienischer Schauspieler.
Arena, über dessen Leben kaum etwas bekannt ist, begann im Filmgeschäft als Stuntman und war als Kleindarsteller von 1951 bis 1988 in über 300 Filmen und Fernsehrollen zu sehen, darunter etwa 80 Italowestern. In ihnen verkörperte er Sheriffs, Banditen, Stadtbewohner und Saloonbesitzer. Sein Sohn Ettore Arena (1948–1992) trat in seine Fußstapfen.

## Filmografie (Auswahl)
- 1961: Dynamit Jack (Dynamite Jack)
- 1963: Herkules, Samson und Odysseus (Ercole sfida Sansone)
- 1965: Heiße Grüße vom CIA (Operazione Stermino)
- 1965: Kampf um Atlantis (Il conquistatore di Atlantide)
- 1965: Die Rückkehr des Gefürchteten (Erik il vichingo)
- 1966: Django – Nur der Colt war sein Freund (Django spara per primo)
- 1966: Sartana (Mille dollari sul nero)
- 1966: Töte, Ringo, töte (Uno sceriffo tutto d'oro)
- 1967: Ein Dollar zwischen den Zähnen (Un dollaro tra i denti)
- 1967: Mehr tot als lebendig (Un minuto per pregare, un istante per morire)
- 1967: Stinkende Dollar (Le due facce del dollaro)
- 1967: Wanted Johnny Texas (Wanted Johnny Texas)
- 1968: Copper Face (Tutto per tutto)
- 1968: Django spricht das Nachtgebet (Il suo nome gridava vendetta)
- 1968: Einladung zum Totentanz (…E venne il tempo di uccidere)
- 1968: Eine Kugel für den Bastard (Una forca per un bastardo)
- 1968: Von Django – mit den besten Empfehlungen (Uno dopo l'altro)
- 1969: I quattro del Pater Noster
- 1969: Quintana – Er kämpft um Gerechtigkeit (Quintana)
- 1969: Zorro – Graf von Navarra (Zorro marchese di Navarra)
- 1970: Arriva Durango… paga o muori
- 1970: Django sfida Sartana
- 1970: Die rechte und die linke Hand des Teufels (Lo chiamavano Trinità)
- 1971: Blindman, der Vollstrecker (Blindman)
- 1971: Dakota – Nur der Colt war sein Gesetz (Rimase uno solo e fu la morte per tutti!)
- 1971: Man nennt mich Halleluja (Testa t’ammazzo, croce… sei morto! Mi chiamano Alleluja)
- 1971: Tara Pokì
- 1971: Il tredicesimo è sempre Giuda
- 1972: Bada alla tua pelle Spirito Santo!
- 1972: Beichtet Freunde, Halleluja kommt (Il West ti va stretto, amico… è arrivato Alleluja)
- 1972: Dein Wille geschehe, Amigo (Così sia)
- 1972: Ein Halleluja für Spirito Santo (Un oomo avvisato mezzo ammazzato… Parola di Spirito Santo)
- 1972: Die Söhne der Dreieinigkeit (I 2 figli dei Trinità)
- 1972: Spirito Santo e le 5 magnifiche canaglie
- 1972: Er säte den Tod (Seminò la morte… lo chiamavano “Castigo di Dio”)
- 1973: Auch die Engel essen Bohnen (Anche gli angeli mangiano fagioli)
- 1973: Corte marziale
- 1973: Little Kid und seine kesse Bande (Kid il monello del West)
- 1974: Auch die Engel mögen’s heiß (Anche gli angeli tirano di destro)
- 1974: Zwei durch dick und dünn (Che botte, ragazzi!)
- 1976: Bluff (Bluff storia di truffe e di imbroglioni)
- 1976: Cop Hunter (Italia a mano armata)
- 1976: Zwei außer Rand und Band (I due superpiedi quasi piatti)
- 1977: Die Gangster-Akademie (La banda del trucido)
- 1977: Die Gewalt bin ich (Il cinico, l’infame, il violento)
- 1977: A Man Called Magnum (Napoli si ribella)
- 1979: S.H.E. (S+H+E: Security Hazards Expert)
- 1982: Gunan – König der Barbaren (Gunan il guerriero)